# Cadeia nacional
Em vários países da América Latina, uma cadeia nacional (também conhecida como cadena nacional, cadena oficial ou red voluntaria) é uma transmissão conjunta, através de vários meios de comunicação (geralmente rádio e televisão), dirigidos à população geral de um Estado. Inicialmente concebida como uma forma de alerta de emergência à população, essas transmissões são muitas vezes de natureza política, já que a maioria delas são mensagens de autoridades governamentais sobre vários tópicos de interesse geral.
Dependendo do país, as características das cadeias nacionais variam. Em alguns países, eles estão consagrados na lei; em outros, são informais e cooperativos. Em alguns países, incluindo Argentina, Uruguai, Brasil e Venezuela, todas as estações são obrigadas a divulgar essas mensagens (de natureza semelhante ao Emergency Alert System nos Estados Unidos).

## Cadeias nacionais por país

### Argentina
O uso de cadeias nacionais na Argentina é regulado pelo artigo 75 da Lei 26.522 de Serviços de Comunicação Audiovisual, assinado na forma de lei em 2008. Esse artigo especifica que o poder executivo do governo nacional ou dos governos provinciais podem, em circunstâncias excepcionais, usar todas as estações de transmissão em um estado. Quando tal mensagem é entregue, todas as estações de televisão argentinas devem cessar toda a programação para permitir a transmissão da mensagem. O artigo 74 da mesma lei exige que os radiodifusores disponibilizem o tempo disponível aos partidos políticos de acordo com a lei eleitoral.
O artigo 75 da Lei 26.522 substituiu o Decreto-Lei 22.285 de 1980, a Lei Nacional de Radiodifusão, que de forma semelhante exigia que as emissoras possuíssem cadeias nacionais conforme definido pelo COMFER, antecessor do atual ENACOM.

### Bolívia
Uma nova lei, em vigor desde 8 de agosto de 2011, exige que as emissoras de rádio e televisão transmitam dois discursos presidenciais por ano, produzidos pela mídia estatal Radio Illimani e pela TV Bolívia. Esses discursos duram em média três horas desde que a lei entrou em vigor.

### Brasil
Os pronunciamentos obrigatórios em cadeia nacional de rádio e televisão são de responsabilidade da EBC, sendo em sua maioria também produzidos pela estatal. A transmissão da rede nacional de rádio e televisão atende à solicitações de pronunciamento dos chefes dos três poderes da república, ou de ministros de Estado, com a finalidade de divulgar assuntos de interesse nacional.

### Chile
Desde o retorno do Chile à democracia em 1989, a maioria das cadeias nacionais têm sido de natureza voluntária, mas sob governos anteriores, como os de Augusto Pinochet e Salvador Allende, as emissoras foram obrigadas a transmitir essas mensagens. Elas são transmitidas por emissoras de televisão da Associação Nacional de Televisão (ANATEL), que subcontrata a produção para a Endemol, e não é necessária para estações de rádio. Um tipo de cadeia nacional é obrigatório para todas as emissoras de televisão segundo a lei eleitoral, a franja eleitoral ou a transmissão simultânea de material de campanha dos principais partidos políticos; esta é a única vez que os anúncios da campanha eleitoral são transmitidos na televisão.

### Equador
A primeira lei que permitia as cadeias nacionais no Equador foi aprovada em 1975, durante o regime do Gen. Guillermo Rodríguez Lara. O Capítulo 59 do Decreto Supremo 256-A, a "Lei de Rádio e Televisão", que foi modificada em 1995, exigia a transmissão de cadeias nacionais. Em 2009, o presidente Rafael Correa ordenou que as estações de televisão do Equador transmitissem 233 cadeias nacionais ao longo do ano, o maior número na região e 92 a mais do que a Venezuela no mesmo ano.
A lei anterior foi substituída em 2013. O artigo 74 da Lei de Comunicação Orgânica a substituiu, retendo os requisitos para as emissoras e estendendo-os a serviços de televisão paga, que devem suspender suas próprias transmissões de programas para transmitir cadeias.

### El Salvador
A Lei de Telecomunicações de 1997 exige estações para transmitir cadeias, que podem ser solicitadas pelo presidente "em caso de guerra, invasão de território, rebelião, sedição, catástrofe, epidemia ou outra calamidade, distúrbios graves da ordem pública ou mensagens de interesse nacional". Durante as campanhas eleitorais e particularmente no dia das eleições, somente o Tribunal Eleitoral pode convocar as cadeias nacionais, que também são obrigatórias.

### Guatemala
A lei que definiu as cadeias foi revogada em 2004, depois que o tribunal constitucional determinou que elas eram ilegais, violavam o direito dos cidadãos de "informar e ser informados" e também mantinham o público em "cativeiro informacional".

### Honduras
As cadeias nacionais são obrigatórias para todas as estações de televisão e rádio, e são usadas para transmitir reportagens presidenciais e mensagens de interesse nacional.  Elas são limitadas a sete minutos de duração, a não ser que a CONATEL, a reguladora, decida que é necessário mais tempo para a transmissão (o que é frequente). Em janeiro de 2014, a cerimônia para marcar o início do mandato do novo presidente foi realizada como uma cadeia nacional e durou cinco horas. A exigência de transmitir cadeias foi estendida aos provedores de televisão a cabo e por satélite.

### México
O México exige cadeias em circunstâncias de "significado nacional", conforme julgado pela Dirección General de Radio, Televisión y Cinematografía (Diretório Geral de Rádio, Televisão e Cinema) - uma agência da Secretaria do Interior (SEGOB) - e definido no Artigo 255 da Lei Federal de Radiodifusão e Telecomunicações. As estações também são obrigadas a transmitir mensagens relacionadas à defesa civil, segurança nacional, e saúde pública, bem como mensagens relacionadas a navios e aeronaves em perigo. O México também exige que todas as emissoras aloquem 30 minutos de seu dia de transmissão para a programação do estado. A maior parte desse tempo é usada para exibir propaganda oficial, administrada pela SEGOB, e (durante campanhas eleitorais) propaganda eleitoral, administrada pelo Instituto Nacional Eleitoral.
As emissoras de rádio também transmitem o La Hora Nacional, um programa de rádio de uma hora transmitido nas noites de domingo, como parte desse requisito.

### Nicarágua
O acordo administrativo 009-2010 regula cadeias nacionais na Nicarágua. O acordo e o regulador de telecomunicações TELCOR requerem a transmissão de cadeias por rádio, transmissão de televisão e serviços de televisão por assinatura. Os serviços de televisão estrangeiros transmitidos em plataformas de cabo/satélite são forçados a cessar todas as transmissões até a conclusão da cadeia.
Ao mesmo tempo que o governo é dono do Canal 6 e da Rádio Nicarágua, o Canal 4 e a Rádio YA são responsáveis pela produção de cadeias.

### Paraguai
Após a ditadura de Alfredo Stroessner (1954-1989), o uso de cadeias nacionais foi proibido depois que o sistema foi usado com abuso pelos militares para transmitir propaganda.

### Peru
Não existe lei específica sobre cadeias; o governo deve comprar tempo de transmissão das emissoras, e a transmissão de tais eventos nacionais é voluntária por lei.  O evento mais comum para essas transmissões conjuntas é a mensagem presidencial entregue em 28 de julho de cada ano, embora ocasionalmente outras cadeias tenham sido convocadas, para eventos como desastres naturais.
No entanto, como observou o El País em 2012, "o termo cadeia nacional é familiar apenas para aqueles que têm mais de 30 anos", observando que seu uso mais amplo foi no regime militar dos anos 70.

### Uruguai
O decreto 734/78, aprovado durante o governo militar e modificado a partir de meados da década de 1980, regula as cadeias nacionais. Elas são obrigatórias para todas as emissoras, assim como a transmissão de campanhas de "bem público" projetadas pelo Estado. A maioria das cadeias no Uruguai é conduzida em feriados e às vezes contém mensagens de outras instituições.

### Venezuela
A Lei de Responsabilidade Social em Rádio e Televisão (Lei RESORTE) exige que as emissoras transmitam as cadeias nacionais. As cadeias não têm limite de tempo e devem ser realizadas não apenas por emissoras de rádio e televisão, mas por redes de televisão a cabo com menos de 60% de produção internacional.
Em uma ocasião, as emissoras de televisão foram forçadas a transmitir uma performance musical de 44 minutos de duração contida dentro de uma cadeia nacional.
De 1999 a 2009, a Venezuela teve uma média de 195 cadeias por ano.
Uma ONG, Monitoreo Ciudadano, mantém um "Cadeiometro", uma medida da frequência e duração das cadeias na Venezuela.

## Crítica
As cadeias nacionais forçadas de natureza política são altamente criticadas por parte da mídia, já que, em alguns casos, as exigem que difundam opiniões que diferem de suas posturas editoriais normais. A rede venezuelana RCTV recusou-se a transmitir uma mensagem de Hugo Chávez em 2007, violando as leis de radiodifusão.  No final de 2012, uma cadeia foi usada para forçar a mídia a se distanciar de um discurso de campanha presidencial do líder da oposição Henrique Capriles; a cadeia em questão dizia respeito à abertura de uma nova escola. Um evento similar aconteceu no ano seguinte.
Da mesma forma, a mídia hondurenha resistiu a uma tentativa do governo de Manuel Zelaya de instituir cadeias nacionais nesse país, observando que "no passado a cadeia nacional era constantemente utilizada, principalmente pelos governos de facto, sem resultados satisfatórios".
Na Argentina, o uso frequente de cadeias por Cristina Fernández de Kirchner foi comparado a um "abuso" do sistema pela oposição. De 2009 a maio de 2015, houve 119 cadeias nacionais na Argentina, incluindo 17 nos primeiros cinco meses de 2015. Seu antecessor, Néstor Kirchner, utilizou apenas a cadeia nacional duas vezes em quatro anos.